# Nárai
Nárai es un pueblo ubicado en el distrito de Szombathely, condado de Vas, Hungría.

## Superficie
Posee una superficie de 15,99 kilómetros cuadrados.

## Demografía
Hasta 2022 la población era de 1532 habitantes, con una densidad de población de 95,81 habitantes por kilómetro cuadrado.